# Ісайя Гартенштайн
Ісайя Гартенштайн (нім. Isaiah Hartenstein, 5 травня 1998, Юджин, США) — німецько-американський баскетболіст. Грає на позиції важкого форварда. У сезоні 2023/24 гравець команди НБА «Нью-Йорк Нікс». Кар'єру в НБА розпочав у 2018 році. Гартенштайн також має досвід виступів за збірну Німеччини.